# Lyophyllaceae
Lyophyllaceae is een familie van schimmels uit de orde Agaricales. De familie was voor het eerst geldig beschreven door mycoloog Walter Jülich in 1981.

## Behandelde soorten
De volgende soorten worden in een afzonderlijk artikel behandeld:
- Blanke pronkridder (Tricholomella constricta)
- Poederzwamgast (Asterophora lycoperdoides)
- Roze pronkridder (Calocybe carnea)
- Voorjaarspronkridder (Calocybe gambosa)

## Geslachten
De familie bestaat uit de 19 volgende geslachten (peildatum oktober 2020) :
1. Arthromyces
2. Asterophora
3. Blastosporella
4. Calocybe
5. Calocybella
6. Gerhardtia
7. Hypsizygus
8. Lyophyllopsis
9. Lyophyllum
10. Myochromella
11. Ossicaulis
12. Rugosomyces
13. Sagaranella
14. Sphagnurus
15. Tephrocybe
16. Tephrocybella
17. Termitomyces
18. Termitosphaera
19. Tricholomella